# Qaanaaq museum
Qaanaaq museum (grönländska: Avanersuup Katersugaasivia) är ett  lokalhistoriskt museum i Qaanaaq i Grönland. 
Museet, som invigdes i mars 1987, är inrymt i en byggnad från den tidigare handelsstationen i 
Uummannaq (Kap York) som grundades av Knud Rasmussen och Peter Freuchen år 1910.
År 1979 grundades en museiförening i 
Qaanaaq med mål att skapa ett museum för den lokala inughuitkulturen. Inughuiterna flyttades till Qaanaaq när Pituffik Space Base skulle byggas. Föreningen föreslog att Knud Rasmussens hus i den sedan 1946 nedlagda handelsstationen skulle flyttas till 
Qaanaaq och inredas till museum. Huset monterades ned år 1986 och byggdes upp på sin nya plats året efter.